# Gracia-Maria Kaus
Gracia-Maria Kaus (* 24. Februar 1947 in Berlin) ist eine deutsche Schauspielerin mit intensiver Fernsehtätigkeit in den 1970er und 1980er Jahren.

## Leben
Die Tochter des Malers Max Kaus hatte ihre künstlerische Ausbildung unter Hilde Körber an der Reinhardt-Schule erhalten und 1966 ihr erstes Festengagement am Wuppertaler Schauspielhaus angetreten. Zu ihren frühen Bühnenstationen zählen Bremerhaven, Düsseldorf und Zürich, wo sie am dortigen Schauspielhaus zu sehen war. Inzwischen freiberuflich tätig und mit Stückverträgen arbeitend, sah man sie später unter anderem in München an der Kleinen Komödie und in Essen.
Mit Beginn der 1970er Jahre startete Gracia-Maria Kaus ihre Tätigkeit beim Fernsehen und arbeitete in der Folgezeit mit Spitzenregisseuren wie Helmut Käutner, Wolfgang Staudte und Falk Harnack zusammen. Ihre Rollentypus war zumeist der der eleganten jungen Dame und einer Vertreterin der bürgerlichen Oberschicht – ein Typus, den Kaus auch mehrfach in Folgen populärer Krimiserien wie Tatort, Der Kommissar, Der Alte und Derrick verkörperte. Zumeist führte dort ihr damaliger Lebensgefährte Wolfgang Becker Regie. Zurzeit lebt sie in München.

## Filmografie
- 1971: Die gefälschte Göttin
- 1972: Alpha Alpha (TV-Serie, eine Folge)
- 1972: Wir 13 sind 17 (TV-Serie, eine Folge)
- 1973, 1975: Der Kommissar (TV-Serie, zwei Folgen)
- 1973: Stationen
- 1973: Artur, Peter und der Eskimo
- 1973: Alexander und die Töchter (TV-Serie)
- 1973: Schwarzwaldfahrt aus Liebeskummer (Kinofilm)
- 1973: Die preußische Heirat
- 1974: Das Spukschloß von Baskermore
- 1974: Gift-Affäre
- 1974: Der kleine Doktor (TV-Serie, Folge Das Arsenschloß)
- 1974: Silverson
- 1974: Tatort: Zweikampf
- 1976: Tatort: Fortuna III
- 1976: Margarete in Aix
- 1977: Der Alte (TV-Serie, Folge 4: Toccata und Fuge)
- 1977: Mulligans Rückkehr
- 1978: Tatort: Lockruf
- 1979: Schicht in Weiß (TV-Serie)
- 1979: Die Alten kommen
- 1979: Vater Seidl und sein Sohn (TV-Serie, eine Folge)
- 1981: Chefetage (Episodenfilm)
- 1982: Die Krimistunde (TV-Serie, Folge 1: Besser als Mord)
- 1983: Zum Blauen Bock (TV-Show, Gast)
- 1983: Büro, Büro (Fernsehserie, Folge: Kalinke in der Klemme)
- 1984: Heiße Wickel – kalte Güsse (TV-Serie, zwei Folgen)
- 1985: Der Sonne entgegen (TV-Serie, eine Folge)
- 1985, 1990: Derrick (TV-Serie, zwei Folgen)
- 1986: Detektivbüro Roth (TV-Serie, eine Folge)
- 1988: Die Schwarzwaldklinik (TV-Serie, zwei Folgen)
- 1989: Lukas und Sohn (TV-Serie)
- 1993: Florida Lady (TV-Serie, eine Folge)
- 1995: Frauenmörder Arved Imiela
- 1996: Forsthaus Falkenau (TV-Serie, eine Folge)